# Anomophysis hainana
Anomophysis hainana är en skalbaggsart som först beskrevs av J. Linsley Gressitt 1938.  Anomophysis hainana ingår i släktet Anomophysis och familjen långhorningar.
Artens utbredningsområde är:
- Laos.
- Burma.
- Taiwan.

Inga underarter finns listade i Catalogue of Life.